# ولری بریسکو-هوکس
ولری بریسکو-هوکس (به انگلیسی: Valerie Brisco-Hooks) ورزشکار زن رشتهٔ دو و میدانی اهل ایالات متحده آمریکا است. وی در بین سال‌های ‎۱۹۸۴ تا ۱۹۸۸ میلادی در مسابقات بازی‌های المپیک تابستانی در مجموع ۴ مدال، شامل ۳ مدال طلا و ۱ نقره را کسب کرد.